# Lizz Carr
Lizz Carr (Reino Unido, abril de 1972) é uma atriz, humorista, radialista e ativista britânica, conhecido pela participação na série The OA.